# Davenport (Washington)
Davenport az Amerikai Egyesült Államok északnyugati részén, Washington állam Lincoln megyéjében elhelyezkedő város, a megye székhelye. A 2010. évi népszámlálási adatok alapján 1734 lakosa van.
A várostól két kilométerre nyugatra fekszik a Davenporti városi repülőtér. A település három közoktatási intézménye a Davenporti Tankerület fennhatósága alá tartozik.

## Történet
Davenport névadója J. C. Davenport. Lincoln megye korábbi megyeszékhelye, Sprague 1895-ben leégett; az 1896. december 15-én tartott szavazáson Davenport lett az új megyeszékhely. Davenport 1890. június 9-én kapott városi rangot.
1889 februárjában a Central Washington Railroad vasútvonala elérte a települést, az 1920-as években pedig a Great Northern Railway megnyitotta Bluestemig futó szárnyvonalát.

## Éghajlat
A város éghajlata mediterrán (a Köppen-skála szerint Csb).
| Hónap                                            | Jan.  | Feb.  | Már.  | Ápr. | Máj. | Jún. | Júl. | Aug. | Szep. | Okt.  | Nov.  | Dec.  | Év    |
| ------------------------------------------------ | ----- | ----- | ----- | ---- | ---- | ---- | ---- | ---- | ----- | ----- | ----- | ----- | ----- |
| Rekord max. hőmérséklet (°C)                     | 14,0  | 16,0  | 23,0  | 32,0 | 34,0 | 39,0 | 41,0 | 39,0 | 38,0  | 30,0  | 20,0  | 16,0  | 41,0  |
| Átlagos max. hőmérséklet (°C)                    | −0,5  | 2,9   | 8,6   | 14,0 | 18,8 | 22,9 | 27,7 | 28,2 | 22,7  | 15,1  | 4,8   | −0,3  | 13,8  |
| Átlaghőmérséklet (°C)                            | −3,9  | −1,0  | 3,3   | 7,2  | 14,1 | 15,1 | 18,8 | 19,1 | 14,1  | 7,7   | 0,9   | −3,7  | 7,7   |
| Átlagos min. hőmérséklet (°C)                    | −7,4  | −5,0  | −2,0  | 0,4  | 4,1  | 7,2  | 9,8  | 9,8  | 5,4   | 0,2   | −2,9  | −7,2  | 1,1   |
| Rekord min. hőmérséklet (°C)                     | −33,0 | −32,0 | −23,0 | −8,0 | −7,0 | −3,0 | −2,0 | −2,0 | −7,0  | −18,0 | −30,0 | −31,0 | −33,0 |
| Átl. csapadékmennyiség (mm)                      | 37    | 31    | 33    | 26   | 36   | 26   | 20   | 14   | 17    | 22    | 48    | 49    | 359   |
| Forrás: Nemzeti Óceán- és Légkörkutatási Hivatal |       |       |       |      |      |      |      |      |       |       |       |       |       |

## Népesség
A 2010-es népszámláláskor a városnak 1734 lakója, 694 háztartása és 445 családja volt. A népsűrűség 401,4 fő/km2. A lakóegységek száma 750, sűrűségük 173,6 db/km2. A lakosok 95,3%-a fehér, 0,1%-a afroamerikai, 1,2%-a indián, 0,1%-a ázsiai, 0,1%-a a Csendes-óceáni szigetekről származik, 0,6%-a egyéb, 2,6%-a pedig kettő vagy több etnikumú. A spanyol vagy latino származásúak aránya 2,7% (   )
A háztartások 31,1%-ában élt 18 évnél fiatalabb. 46,8% házas, 13,5% egyedülálló nő, 3,7% egyedülálló férfi, 35,9% pedig nem család. 31,6% egyedül élt; 13,9%-uk 65 éves vagy idősebb. Egy háztartásban átlagosan 2,43 személy élt; a családok átlagmérete 3,03 fő.
A medián életkor 40 év volt. A város lakóinak 25,5%-a 18 évesnél fiatalabb, 8,7% 18 és 24 év közötti, 20,9%-uk 25 és 44 év közötti, 25,9%-uk 45 és 64 év közötti, 19%-uk pedig 65 éves vagy idősebb. A lakosok 47,6%-a férfi, 52,4%-a pedig nő.

## Fordítás
- Ez a szócikk részben vagy egészben  a   Davenport, Washington című angol Wikipédia-szócikk ezen változatának fordításán alapul.  Az eredeti cikk szerkesztőit annak laptörténete sorolja fel. Ez a jelzés csupán a megfogalmazás eredetét és a szerzői jogokat jelzi, nem szolgál a cikkben szereplő információk forrásmegjelöléseként.